# Kalilou Traoré
Mohamed Kalilou Traoré (ur. 9 września 1987 w Bamako) – malijski piłkarz występujący na pozycji pomocnika.

## Kariera klubowa
Zawodnik klubu Odense BK, do którego trafił w 2010 roku.
3 września 2012 roku Traoré podpisał kontrakt z FC Sochaux.
| Sezon   | Klub             | Kraj      | Rozgrywki   | Mecze | Bramki | Rozgrywki Europy                    | Mecze | Bramki |
| ------- | ---------------- | --------- | ----------- | ----- | ------ | ----------------------------------- | ----- | ------ |
| 2005/06 | AS Real Bamako   | Mali      | Division 1  | 43    | 10     | -                                   | -     | -      |
| 2006/07 | Wydad Casablanca | Maroko    | GNF 1       | 16    | 0      | -                                   | -     | -      |
| 2007/08 | Hassania Agadir  | Maroko    | GNF 1       | 12    | 0      | -                                   | -     | -      |
| 2008/09 | Istra 1961       | Chorwacja | 1. HNL      | 26    | 9      | -                                   | -     | -      |
| 2009/10 | Istra 1961       | Chorwacja | 1. HNL      | 26    | 5      | -                                   | -     | -      |
| 2010/11 | Odense Boldklub  | Dania     | Superligaen | 26    | 4      | Liga Mistrzów UEFA Liga Europy UEFA | 3 6   | 0 0    |
| 2011/12 | Odense Boldklub  | Dania     | Superligaen | 20    | 3      | Liga Europy UEFA                    | 5     | 0      |
| 2012/13 | Odense Boldklub  | Dania     | Superligaen | 5     | 1      | -                                   | -     | -      |
| 2012/13 | FC Sochaux       | Francja   | Ligue 1     | 11    | 0      | -                                   | -     | -      |
| 2013/14 | FC Sochaux B     | Francja   | CFA         | 5     | 0      | -                                   | -     | -      |

## Kariera Reprezentacja
W latach 2010–2013 w reprezentacji Mali Traoré rozegrał 16 spotkań i zdobył 1 bramkę. W 2013 roku został powołany do kadry na Puchar Narodów Afryki.